# Denise Teela
Denise Teela (* als Denise Whitten am 30. Juni 1979 in Anchorage) ist eine US-amerikanische Biathletin.
Denise Teela lebt in Anchorage und trainiert in Heber City. Sie studierte an der University of Wisconsin und ist mit dem US-Biathleten Jeremy Teela verheiratet. Sie begann 2002 mit dem Biathlon und rückte 2003 in den US-Nationalkader auf. Noch im selben Jahr debütierte sie international bei einem Biathlon-Europacup-Rennen in Forni Avoltri, wurde jedoch disqualifiziert. Nur wenig später erreichte sie in den folgenden Rennen in Ridnaun aber schon einen 14. Platz im Einzel und Platz sechs im Sprint. Höhepunkt Teelas erster Saison wurde die Teilnahme an den Biathlon-Weltmeisterschaften 2004 in Oberhof, wo sie 73. im Einzel, 65. im Sprint und gemeinsam mit Rachel Steer, Jill Krause und Sara Granroth 14. im Staffelwettbewerb. Nach der WM debütierte die US-Amerikanerin auch bei reinen Weltcup-Rennen und lief in Lake Placid und Fort Kent in Sprintrennen mit Rang 62 ihre besten Platzierungen im Weltcup. Bei der anschließenden Militärweltmeisterschaft lief sie auf 28. Plätze im 10-Kilometer-Langlauf und dem Biathlon-Sprint und erreichte mit der Militärpatrouille Rang sechs. In den nächsten drei Jahren wechselte Teela immer wieder zwischen Welt- und Europacup. Ihre besten Ergebnisse im Europacup erreichte sie 2005 mit den Plätzen vier im Sprint und fünf in der Verfolgung bei einem schlecht besetzten Europa-Cup in Gurnigel. 2006 nahm sie in Langdorf an den Biathlon-Europameisterschaften teil und wurde dort 59. des Einzels, 27. im Sprint und 39. des Verfolgungsrennens. Mit der Staffel lief Teela als Startläuferin auf den 16. und damit letzten Platz. Ein geplanter Start mit der Staffel bei den Biathlon-Weltmeisterschaften 2007 in Antholz kam nicht zu Stande. Nach der Saison 2006/07 startete sie nur noch im Biathlon-NorAm-Cup.

## Biathlon-Weltcup-Platzierungen
Die Tabelle zeigt alle Platzierungen (je nach Austragungsjahr einschließlich Olympische Spiele und Weltmeisterschaften).
- 1.–3. Platz: Anzahl der Podiumsplatzierungen
- Top 10: Anzahl der Platzierungen unter den ersten zehn (einschließlich Podium)
- Punkteränge: Anzahl der Platzierungen innerhalb der Punkteränge (einschließlich Podium und Top 10)
- Starts: Anzahl gelaufener Rennen in der jeweiligen Disziplin

| Platzierung                      | Einzel | Sprint | Verfolgung | Massenstart | Staffel | Gesamt |
| -------------------------------- | ------ | ------ | ---------- | ----------- | ------- | ------ |
| 1. Platz                         |        |        |            |             |         |        |
| 2. Platz                         |        |        |            |             |         |        |
| 3. Platz                         |        |        |            |             |         |        |
| Top 10                           |        |        |            |             |         |        |
| Punkteränge                      |        |        |            |             | 7       | 7      |
| Starts                           | 2      | 11     |            |             | 8       | 21     |
| Stand: nach der Saison 2009/2010 |        |        |            |             |         |        |